# Maní (Kolumbia)
Maní – miasto w Kolumbii, w departamencie Casanare.